# Municipio de Billmore
El municipio de Billmore (en inglés: Billmore Township) es un municipio ubicado en el condado de Oregon en el estado estadounidense de Misuri. En el año 2010 tenía una población de 100 habitantes y una densidad poblacional de 3,08 personas por km².

## Geografía
El municipio de Billmore se encuentra ubicado en las coordenadas 36°34′0″N 91°12′58″O / 36.56667, -91.21611. Según la Oficina del Censo de los Estados Unidos, el municipio tiene una superficie total de 32.49 km², de la cual 32,13 km² corresponden a tierra firme y (1,11 %) 0,36 km² es agua.

## Demografía
Según el censo de 2010, había 100 personas residiendo en el municipio de Billmore. La densidad de población era de 3,08 hab./km². De los 100 habitantes, el municipio de Billmore estaba compuesto por el 100 % blancos. Del total de la población el 0 % eran hispanos o latinos de cualquier raza.